# Pimpf
Pimpf este o piesă a formației britanice Depeche Mode. Piesa a apărut pe albumul Music for the Masses, în 1987.
1. ↑  ISWC-Net, accesat în 30 noiembrie 2020